# ليفركوزن
ليفركوزن أو لِفَركُوزِن (بالألمانية: Leverkusen) هي مدينة تقع في ولاية شمال الراين - وستفاليا في غرب ألمانيا.

## توأمة
لليفركوزن اتفاقيات توأمة مع كل من:
- شفيدت
- أولو
- ليوبليانا
- الناصرة
- تشينانديغا
- فيلينوف داسك
- راسيبورز
- ووشي
- Bracknell Forest [الإنجليزية]‏

## أعلام
- ديتليف شريمبف
- دومينيك رينهارت
- إرنست بوم
- فيليكس ستورم
- مونيكا مان
- هوبير ماير
- بيرند ديرهر
- سابين موسيير
- إدموند كونين